# Turó de la Palomera
El Turó de la Palomera és una muntanya de 1.947 metres que es troba al municipi de les Valls de Valira, a la comarca catalana de l'Alt Urgell.